# Friedrich Wilhelm Fischer (Politiker)
Friedrich Wilhelm Fischer (* 1846; † 13. Juli 1888) war ein deutscher Advokat und Reichstagsabgeordneter.
Fischer war Advokat in Hannover. Von 1871 bis 1874 war er Mitglied des Deutschen Reichstags unter der Bezeichnung Welfe für den Wahlkreis Provinz Hannover 12 (Göttingen).